# Cultura di Černjachov

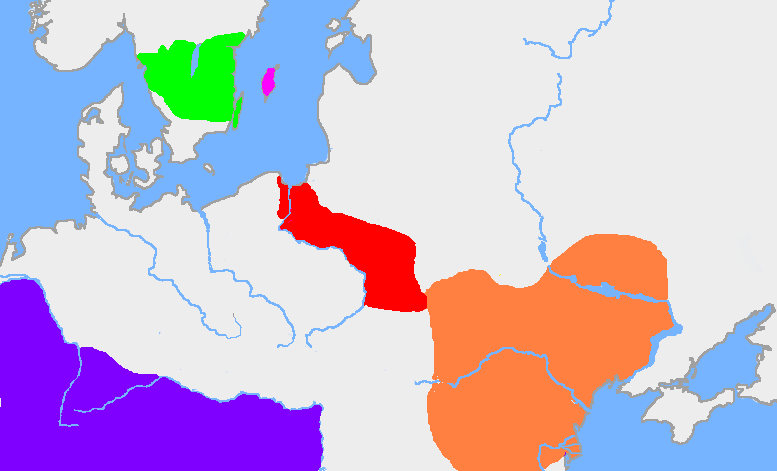
La cultura di Černjachov è mostrata in arancio, la cultura di Wielbark (II secolo) in rosso. Il Gotland è la parte rosa, mentre l'estensione tradizionale del Götaland è in verde. L'impero romano è quello porpora

La cultura di Černjachov (o cultura di Černjachiv) (esistita tra il II ed il V secolo), era una parte della popolazione gota che visse in Ucraina e in parte della Bielorussia. Il sito eponimo è il villaggio di Černjachiv (Черняхів), situato nell'Oblast' di Kiev, in Ucraina (Černjachov in russo). Attorno all'anno 300, la cultura si espanse occupando la Romania dove venne chiamata Sîntana de Mureș. I suoi resti sono stati ritrovati in migliaia di siti.

## Storia

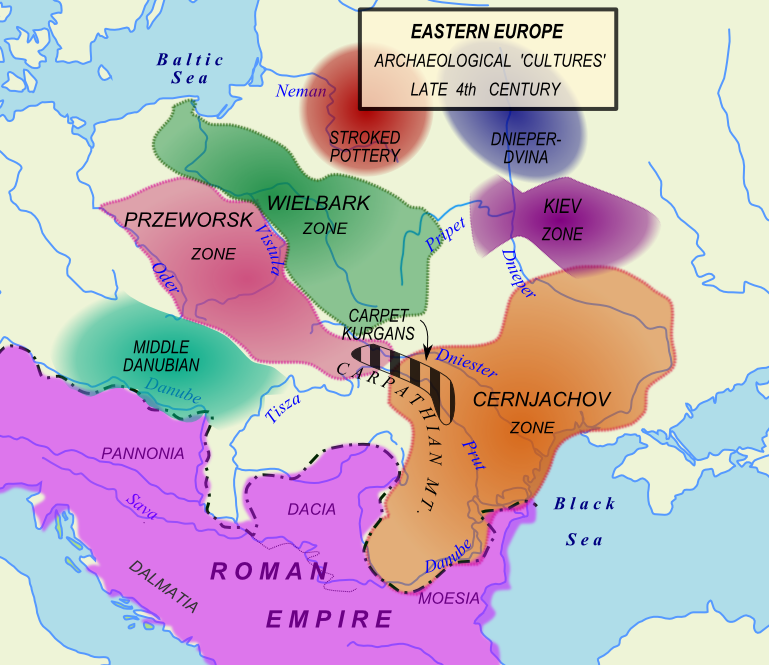
Popoli dell'Europa orientale attorno al 200 d.C.

Gli studi archeologici mostrano che il popolo della cultura di Wielbark si insediò nell'area mischiandosi con la precedente popolazione della cultura di Zarubynci. Questo movimento culturale viene interpretato come migrazione dei Goti dalla Gothiscandza ad Oium, sotto la guida di Filimero, di cui lo studioso Giordane scrisse nel VI secolo.
Alla fine del II secolo, sembra che i Goti fossero insediati in Masovia, Podlachia e Volinia, ma alcuni di essi si spostarono nella regione nord-occidentale del Mar Nero.
Una seconda onda migratoria germanica avvenne a metà del III secolo, e molti di essi si fermarono tra il Nistro ed il basso Dnepr, compresa l'area di Černiachiv.
Sembra che buona parte della popolazione sia stata composta da Sarmati che abitarono il basso Danubio ed il Mar d'Azov, così come da Slavi. Ad ovest si trovavano i Daci ed i Geti. I Sarmati praticavano sepolture mentre quelli provenienti da nord, discendenti della cultura di Zarubynci, continuarono nella pratica dei campi di urne.
La cultura di Chernyakhov termina nel V secolo, attribuita all'arrivo degli Unni. Il crollo della cultura non è più spiegato in termini di spostamento della popolazione, sebbene vi sia stata un'emigrazione di Goti: intorno al 370 una serie di eventi, tra cui la presenza degli Unni al margine orientale della cultura, culminò con la morte di Ermanarico, il leader della confederazione gotica, e il suo successore, Atanarico, trovò rifugio a sud del Danubio insieme alla maggior parte della popolazione gotica.  Piuttosto, teorie più recenti spiegano il crollo della cultura di Chernyakhov in termini di interruzione della struttura politica gerarchica che la manteneva. John Mathews suggerisce che, nonostante l'omogeneità culturale, si sia mantenuto un senso di distinzione etnica tra i diversi popoli. Alcuni elementi autoctoni persistono e si diffondono ulteriormente dopo la scomparsa dell'élite gotica, un fenomeno associato all'ascesa e all'espansione dei primi Slavi.

### Reperti archeologici

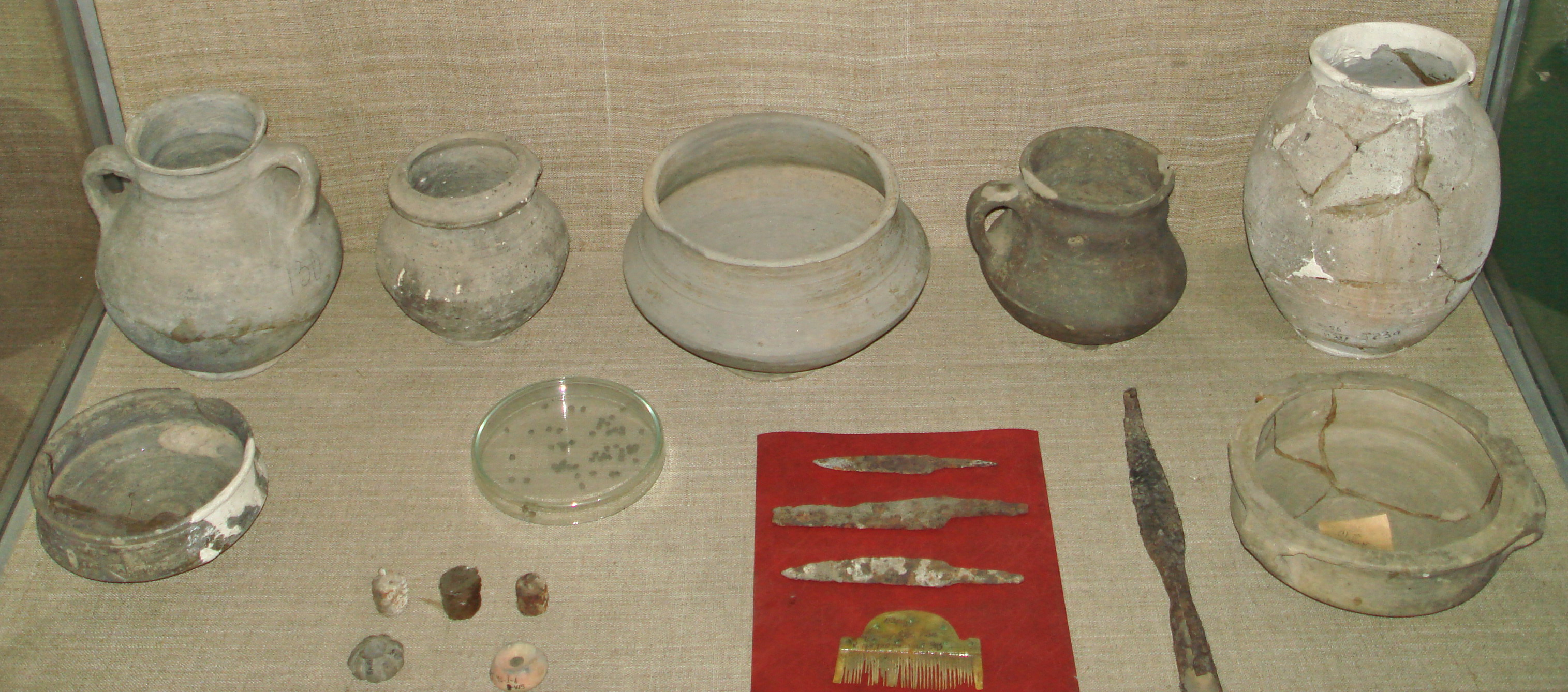
Reperti ritrovati nella necropoli Budești nel distretto di Criuleni, Moldavia, III/IV secolo

Gli archeologi hanno ritrovato fibule, pettini ed amuleti che dimostrano contatti con altri popoli non solo scandinavi, ma appartenenti anche all'Europa centrale.
Per quanto riguarda il rito di sepoltura, venivano praticate sia l'inumazione che la cremazione. I morti erano sepolti con corredi funerari - vasellame, oggetti di ferro, pettini d'osso, ornamenti personali, anche se nei periodi successivi i corredi funerari diminuiscono. Nelle sepolture a inumazione, i defunti erano generalmente sepolti in asse nord-sud (con la testa rivolta a nord), anche se una minoranza è orientata in senso est-ovest. I doni funerari includono spesso fibule, fibbie per cinture, pettini d'osso, recipienti per bere in vetro e altri gioielli. Le sepolture femminili, in particolare, presentano strette somiglianze con le forme di Wielbark: sono sepolte con due fibule, una per spalla. Come nella cultura di Wielbark, le sepolture di Černjachov sono generalmente prive di armi come doni funerari, ad eccezione di alcune sepolture a cremazione che ricordano le influenze di Przeworsk. Sebbene le sepolture a cremazione siano tradizionalmente associate ai popoli daci, germanici e slavi, e l'inumazione sia suggestiva di una pratica nomade, un'analisi attenta suggerisce che le sepolture miste risalgono a un periodo precedente, mentre verso la fine del periodo vi è stata una tendenza verso le sepolture a inumazione senza corredo. Questo potrebbe essere il risultato dell'influenza del cristianesimo, ma potrebbe altrettanto facilmente essere spiegato in termini di evoluzione di credenze non cristiane sull'aldilà.
Il vasellame era prevalentemente di produzione locale, sia a ruota che a mano. Predominava il vasellame fatto a ruota, realizzato con argilla più fine. Ricorda i tipi sarmati precedenti, perfezionati dalle influenze romane e di La Tene. Il vasellame fatto a mano mostrava una maggiore varietà di forme ed era talvolta decorato con motivi lineari incisi. Inoltre, sono state rinvenute anche anfore romane, che suggeriscono contatti commerciali con il mondo romano. Vi è anche una piccola, ma regolare, presenza di ceramica fatta a mano, tipica dei gruppi germanici occidentali, che suggerisce la presenza di gruppi germanici.

## Lingua
In termini linguistici, si dice che questo fu il tempo ed il luogo in cui Slavi ed iranici fusero i propri termini lessicali, e dove gli Slavi acquisirono alcuni termini germanici.